# Campi Bisenzio
Campi Bisenzio ist eine italienische Gemeinde mit 47.639 Einwohnern (Stand 31. Dezember 2023) in der Metropolitanstadt Florenz in der Region Toskana.

## Geografie

Lage von Campi Bisenzio in der Metropolitanstadt Florenz

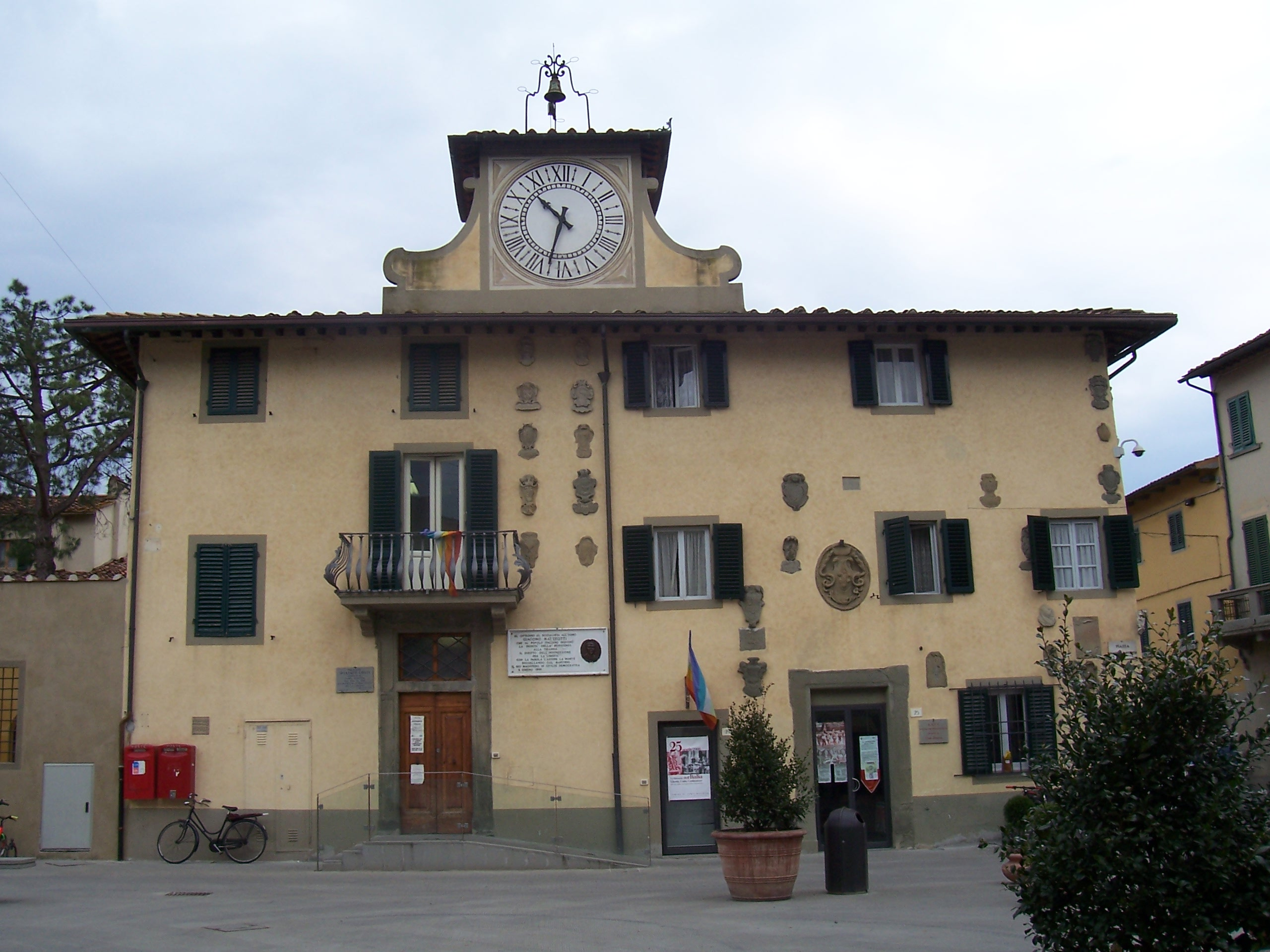
Palazzo Conti in Campi Bisenzio

Die Gemeinde liegt zwölf Kilometer nordwestlich der Provinz- und Regionalhauptstadt Florenz an den Flüssen Arno, Bisenzio, Marina und Ombrone Pistoiese.
Die Ortsteile sind Capalle, Il Rosi, La Villa, Le Miccine, Limite, San Cresci, San Donnino, San Giorgio a Colonica, San Piero a Ponti und Sant’Angelo a Lecore.
Die Nachbargemeinden sind Calenzano, Florenz, Poggio a Caiano (PO), Prato (PO), Scandicci, Sesto Fiorentino und Signa.

## Geschichte
Die ersten Bewohner der Gegend waren wahrscheinlich die Ligurer, gefolgt von den Etruskern. Spuren der Römer lassen sich bis ins 1. Jahrhundert v. Chr. zurückverfolgen. Diese hinterließen dem Ort das (bis heute unveränderte) Straßensystem und den Ortsnamen. Der Ort entwickelte sich entlang des Bisenzio, kurz nach dem Zusammenfluss mit dem Flüsschen Marina, was schon in antiken Zeiten zu regelmäßigen Flutkatastrophen führte. Um das Jahr 1000 begann das Wachstum des Ortes, Ortsteile wie San Piero a Ponti wurden gegründet. Durch eine Schenkung von Otto I. ging der Ort in den Machtbereich der Familie Mazzinghi über, die ihn mit Burg (Castrum Mazzinghorum) und Festung (Rocca Strozzi, 12. Jhd.) ausstatteten. Es ist möglich, dass der Konflikt von Ghibellinen und Guelfen hier im Jahre 1215 oder 1216 bei einem Streit der florentinischen Familien der Amidei mit den Buondelmonti seinen Ursprung nahm. Seit 1170 war das Gebiet dem Sestiere di San Pancrazio von Florenz untergeben, 1292 wurde es dem Quartiere di Santa Maria Novella zugeteilt. Nach der Niederlage der Guelfen gegen die Ghibellinen am 4. September 1260 in der Schlacht bei Montaperti wurde das Zentrum von den Ghibellinen zerstört. Die zweite Zerstörung geschah 1364, als Pisa den Ort im Krieg mit Florenz einnahm. Nach der Rückeroberung verstärkte Florenz erneut die Stadtmauern. Dennoch entstanden weitere Schäden durch die spanischen Truppen bei der Belagerung von Florenz 1529. Die Gemeinde in der heutigen Form entstand 1774 (damals noch mit Signa, Montemurlo und Calenzano) durch ein Dekret von Großherzog Leopold I. In der Zeit der Besatzung der Toskana durch Napoleon (1807–1814) wurden Signa, Montemurlo und Calenzano eigenständige Gemeinden. Der Namenszusatz Bisenzio wurde dem Ortsnamen Campi 1862 hinzugefügt.
Seit 2022 besetzen Arbeiter ein am Rande Campi Bisenzios gelegenes GKN-Werk, um die Produktion im Sinne eines Work-ins als Genossenschaft fortzuführen. Statt Automobilteilen werde die Fertigung von Lastenrädern, Solaranlagen und Fahrwerksteilen für Elektrobusse angestrebt (Stand: 2023).

## Sehenswürdigkeiten

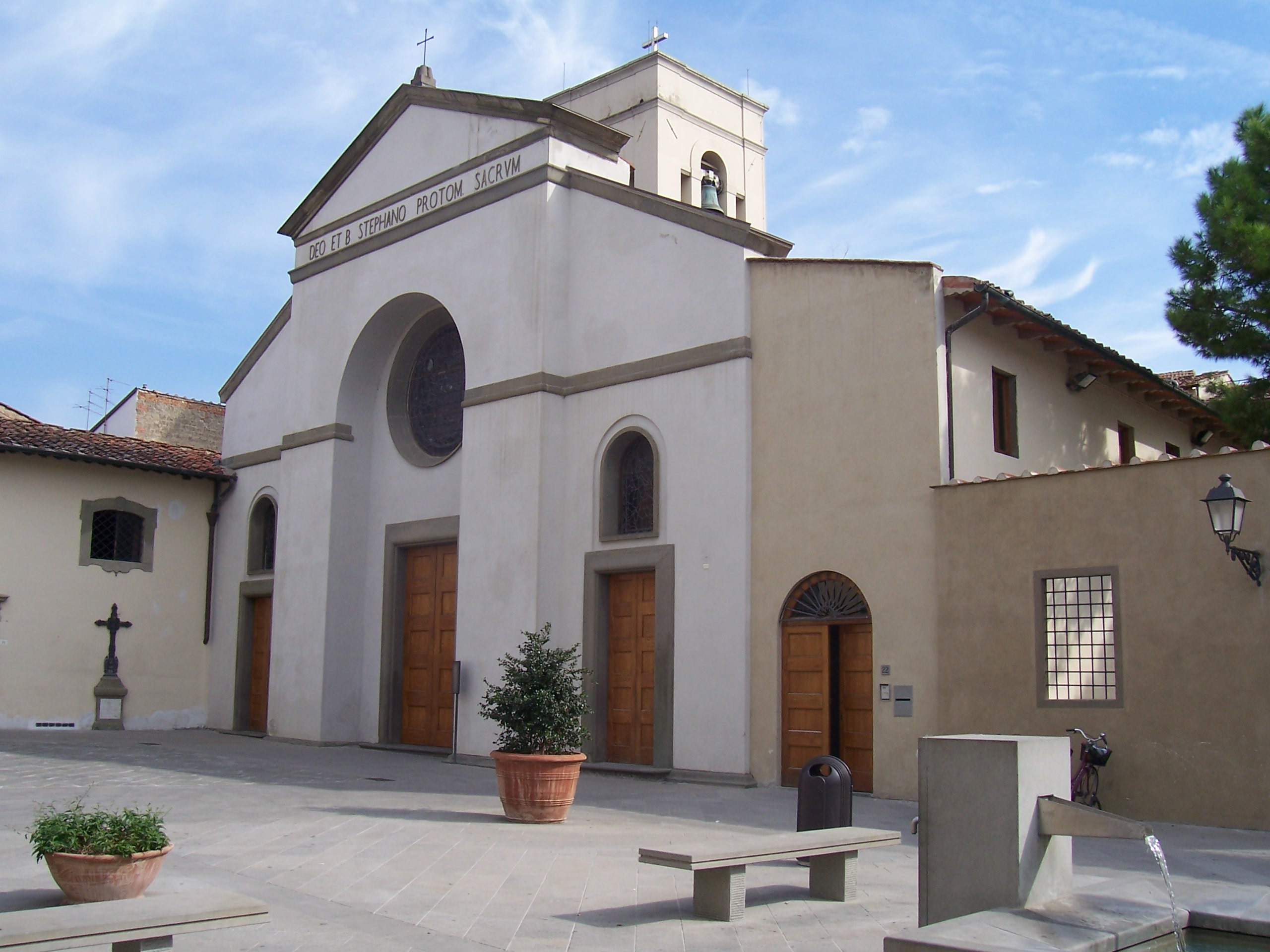
Pieve di Santo Stefano

- Pieve di Santo Stefano, Pieve aus dem 10. Jahrhundert. Enthält die Werke Madonna con Bambino e Santi (ca. 1475) von Francesco Botticini und Annunciazione (ca. 1513) von Raffaellino del Garbo.

## Gemeindepartnerschaften
Der Ort unterhält Gemeindepartnerschaften mit:
- Orly, Frankreich, seit 1980
- Tipitapa, Nicaragua, seit 1987
- North Lanarkshire, Schottland, Großbritannien, seit 1988
- Bir Lehlu, Westsahara, seit 1993

## Töchter und Söhne der Gemeinde
- Michelangelo Palloni (1637–1712), Maler
- Mariano Falcini (1804–1885), Architekt
- Teresa Manetti (1846–1910), Ordensschwester
- Paolo Costoli (1910–1966), Schwimmer
- Rolando Panerai (1924–2019), Opernsänger (Bariton)
- Pietro Biagioli (1929–2017), Fußballspieler
- Olimpia Carlisi (* 1946), Schauspielerin
- Daniele Cioni (1959–2021), Sportschütze